# Club des Joyeusetés d'Oran
Le Club des Joyeusetés d'Oran, également connu sous le nom de CDJ, est un club algérien omnisports amateur fondé le 14 avril 1894 dans le quartier Derb à Oran.
La section de football est la seule qui existe de nos jours et elle fut la première à être créée et l'équipe jouait au stade Étienne Gay (actuellement Stade Kaddour Keloua) à Gambetta. C'est le premier club omnisports à être créé en Algérie. La section football du club est créée le 10 juillet 1897. Les autres sections ont disparu en 1962 avec le départ des colons européens après l'indépendance d'Algérie.

## Histoire

### Fondation

Logo historique du club.

Le Club des Joyeusetés d'Oran a été fondé le 14 avril 1894 par des colons européens vivant au quartier El-Derb à Oran. La section de football, quant à elle, a été créée des années plus tard, le 10 juillet 1897. Ce club de football évoluait au début au Stade Turin au quartier Gambetta, jusqu'à la construction du stade Étienne Gay dans le même quartier, plus connu sous le nom du stade Gay et qui porte le nom d'un mécène qui l'a fait construire (il sera renommé après l'indépendance stade Kaddour Keloua). Le club est dirigé et contrôlé par les familles Castelli, Mas, et Segarra. Le CDJ est également le premier club vainqueur de la Coupe d'Afrique du Nord de football en 1930/31.

Après la fin de la Seconde Guerre mondiale, une nouvelle génération de joueurs talentueux s'est formée dans l'équipe mais malheureusement les meilleurs de ses joueurs vont partir vers de nouveaux clubs tels que le Football Club Oran récemment formé à l'époque. Le club descendra en deuxième division jusqu'à sa dissolution en 1962 avec l'indépendance de l'Algérie et le départ des Européens.[réf. nécessaire]

### Renaissance
Après l'Indépendance de l'Algérie, la section football fut ressuscitée à nouveau dans les années 1990 par les jeunes oranais du quartier Derb sous le nom de Club de Derb Jeunesse, appelé aussi Club des Jeunes. Actuellement, le club joue dans les divisions inférieures de la ligue d'Oran.

## Palmarès
Le palmarès du CDJ Oran est le suivant, :

### Section rugby
- Coupe Bastos

Vainqueur (1) : 1930/31
- Championnat d'Oranie de Rugby

Champion (1) : 1930/31
- Championnat d'Algérie de Rugby

Champion (1) : 1930/31

### Section hockey
- Championnat d'Oranie de Hockey

Champion (1) : 1935/36